# Apeiba tibourbou

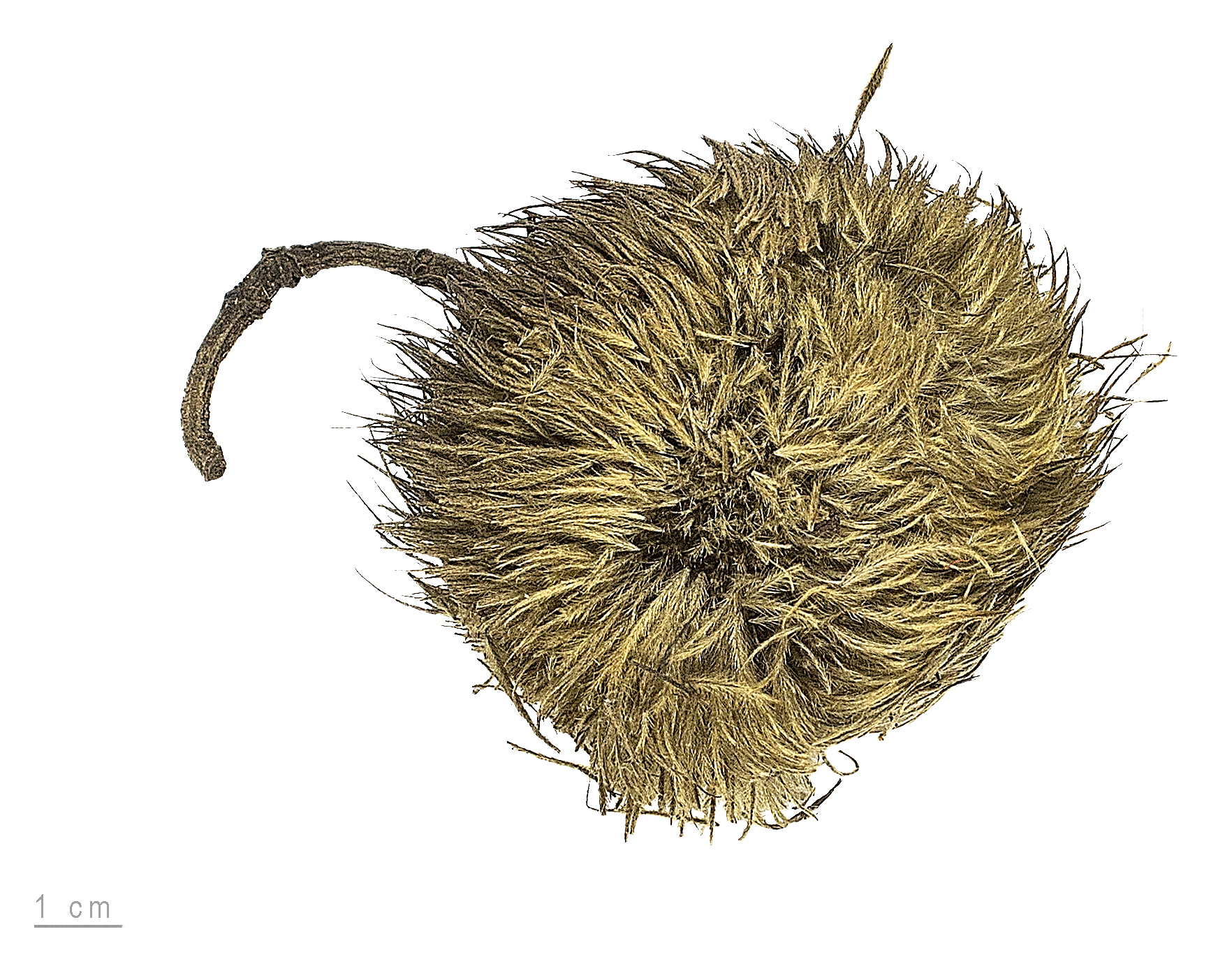
Apeiba tibourbou

Apeiba tibourbou là một loài thực vật có hoa trong họ Cẩm quỳ. Loài này được Aubl. mô tả khoa học đầu tiên năm 1775.
Đây là loài bản địa Caatinga và thảm thực vật Cerrado ở Brazil, và Costa Rica. Loài này được sử dụng như một loại cây trồng thay thế sợi để làm giấy.